# Parque Estadual Carlos Botelho
O Parque Estadual Carlos Botelho (PECB) é uma área protegida brasileira na região sudeste do estado de São Paulo, que abrange partes dos municípios de Capão Bonito, São Miguel Arcanjo e Sete Barras.
O parque situa-se na Serra da Macaca, ocupando uma área de 37 mil ha, com um relevo acidentado que vai de 50 a 975 m de altitude. Ele é Patrimônio Natural da Humanidade pela UNESCO devido à sua "importância socioambiental, cultural e histórica".

## Contexto regional
O PECB forma, juntamente com os Parques Estaduais  Jacupiranga,  Intervales, o Parque Estadual Turístico do Alto Ribeira, e Estação Ecológica de Xitué, um grande complexo ecológico da Mata Atlântica, abrigando inúmeras espécies em extinção da fauna e flora, tais como o palmito Jussara, o muriqui-do-sul, o bugio-ruivo, a onça pintada. Estima-se que o Parque abrigue mais de 220 espécies, além das que correm o risco de extinção.
Em seu entorno encontra-se ainda o Parque do Zizo, área de proteção ambiental que desenvolve projetos de Pesquisa Científica e Educação Ambiental, incluindo um programa de visitas monitoradas pelas trilhas que estão sendo implantadas nos locais de acesso ao público.

## Fauna e flora
Sua vegetação é, na maior parte, de mata atlântica original, composta de grandes árvores, como araçá, cabreúva, jatobá, jacarandá etc.
- Aves: beija-flor, tucano, gavião, sabiá, entre outras.
- Mamíferos: cachorro-vinagre, anta, cateto, lontra, queixada, etc.

## Visitação
O Parque é aberto à visitação pública (possui inúmeras trilhas e cachoeiras) e à pesquisa científica.
- Proceratophrys boiei, sapo de chifres
- Curva do rio taquaral
- Lagarto verde encontrado em trilha (Enyalius iheringii)
- Gagrellinae, opilião laranja
- Flor de bromélia Vriesea